# Патафізика

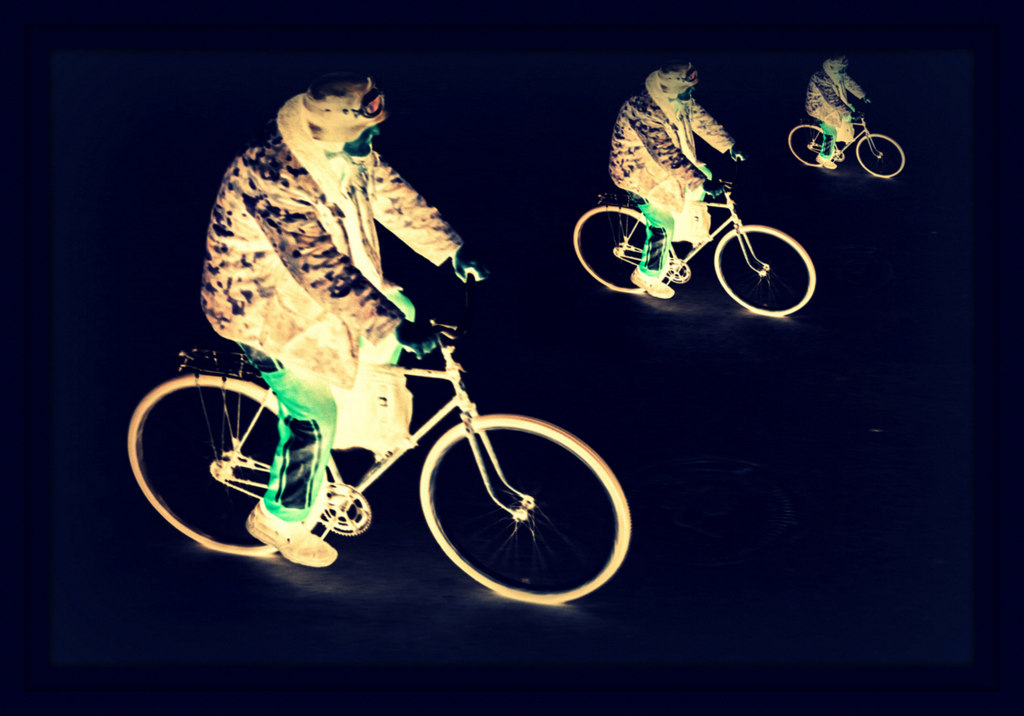
Загальний вигляд концепції у виконанні @hvrenja

‘Патафізика або патафізика (фр. pataphysique) — термін, введений французьким письменником Альфредом Жаррі (1873—1907), який за власним його визначенням полягає в тому, що «патафізика — це галузь філософії або науки, що вивчає уявні явища, які існують у світі поза метафізикою; це наука про уявні рішення».
Результатом подібного бачення, як те часто-густо траплялось в оригінальній західній думці, стало захоплення письменника східною філософією. Концепція висловлена Жаррі у глузливій псевдонауковій манері з підтекстами підтасувань та крутійства в книзі «Діяння та судження доктора Фаустролля, патафізика», де він вдається до гри зі звичайними поняттями та інтерпретаціями реальності. Жодне з видавництв за життя автора роман як такий не сприйняло. Існує ціла збірка визначень патафізики, жодне з яких не є вірним. Мовна гра самої назви, що може бути не дуже зрозуміла читачеві в перекладі, полягає в тому, що ступень героя роману Жаррі, може читатися і як патафізик, і як паталікар. Ще одна спроба визначення трактує патафізику як ідею про «віртуальну або уявну природу речей, сприйняту загостреним баченням поезії або науки чи любові, що можна вхопити і прожити як реальну». Роман, що побачив світ тільки після смерті письменника, фактично започаткував абсурдистський напрям західних літератури та театру — ґрунт, в якому мають коріння дада, футуризм, сюрреалізм, ситуаціонізм та інші. «Ми налаштовані на корисність» — патафізика чинить опір цьому упередженню та бомбардує нас зразками безкорисностей — у 1888 році світову «патафізику» винайшли школярі Ренна, а лідером їх ватаги був Альфред Жаррі. Патафізика, за іншим визначенням ще, наполягає на тому, що ніщо не є серйозним, включаючи саму патафізику. Загадковий характер цього застереження нагадує, що химерність та настанова парадоксальності вимагає агностицизму, що може приймати більше однієї форми. Життя великих патафізиків, і в першу чергу самого Альфреда Жаррі, ілюструє саме таке ставлення. Як може людина, що просить зубочистку на смертній постелі, бути серйозною? Доктрина патафізики найбільше за все нагадує логіку дзенських коанів: патафізик відкидає логіку непротиріччя і має прийняти, що ніщо нізвідки не слідує. Ця концепція, що була піднята на знамена послідовниками, протягом сторіччя набула неабиякого розвитку, як у самих техніках письма численних авторів, так і в певних своїх інституційних патафізичних структурах, із їх коледжами, очолюваними сатрапами, й іншими об'єднаннями, з яких найвідомішим є УЛІПО, і метою яких є подолання будь-яких формальних вимог до художнього тексту.